# Epifanio González
Epifanio González Chavez, né le 19 janvier 1958, est un ancien arbitre paraguayen de football. Il débuta en 1983, puis devint arbitre international en 1994 et arrêta en 2003.
Son frère, Gabriel, est un ancien footballeur international paraguayen.

## Carrière
Il a officié dans les compétitions majeures suivantes : 
- Coupe du monde de football des moins de 17 ans 1995 (2 matchs)
- Copa América 1997 (3 matchs)
- Copa CONMEBOL 1997 (finale)
- Coupe du monde de football de 1998 (3 matchs)
- Copa Libertadores 2000 (finale retour)
- Copa Mercosur 2001 (finale aller)
- Copa Sudamericana 2002 (finale retour)